# Ват Пхра Тхат Харіпхунчай
Ват Пхра Тхат Харіпхунчай (тай. วัดพระธาตุหริภุญชัย, Wat Phra That Hariphunchai) — буддитський храм (ват) у місті Лампхун, Таїланд. Заснування храму датується 11-м ст., але вважається, що центральна ступа походить з 9-го ст.

## Історія
Найбільш ранні витоки вату Пхра Тхат Харіпхунчай за оповідями у 897 році, коли король Харіпхунчаю збудував ступу (зараз центральна ступа) для збереження реліквії — волосу Будди. Збережений храм, заснований королем Харіпхунчаю Атхітаяраєм, датується 1044 роком.
Перша перебудова храму була у 1443 році королем Тілокарайя держави Ланна Чіангмай. Пірамідальна Чхеді Суванна храму була збудована 1418 р. У 1930-ті був проведений ремонт храму північним тайським монахом Кхру Ба Шрівічай.

## Архітектура
Перебудова 1443 року збільшила та зробила більш складною центральну ступу, у тому числі додала репюссе зображення Будди на бронзових листах, прикріплених до елементу ступи у вигляді дзвона (anda). Ці карбовані Будди характерні для раннього класичного періоду Ланни.

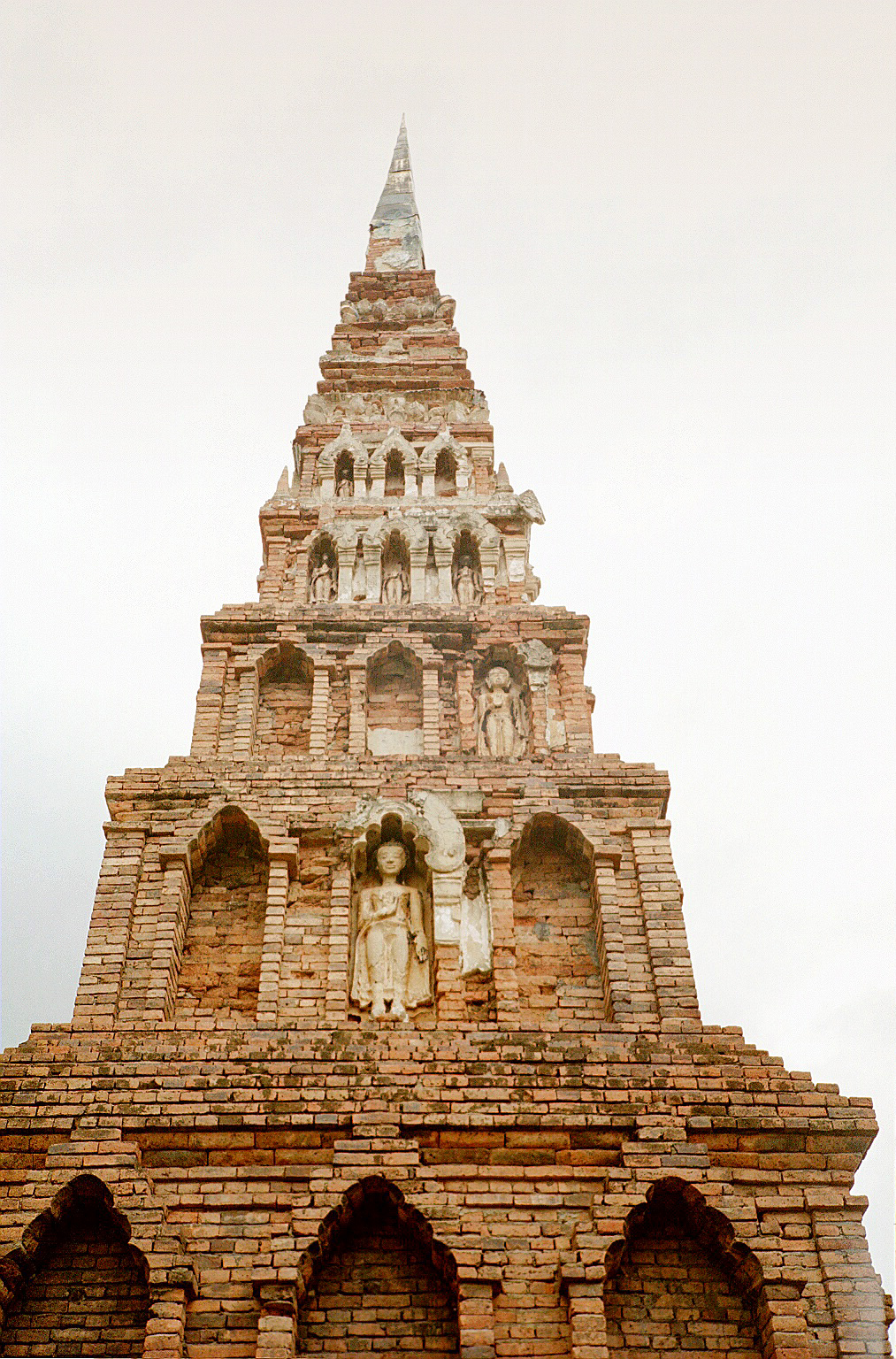
Чхеді Суванна

Незвичайна пірамідальна Чхеді Суванна висотою 45 метрів у північно-західній частині території храму виконана у стилі Двараваті періоду Харіпхунчай і вважається заснованою на схожих ступах у розташованому поруч ваті Чхама Тхеві (ват Кукут). Чхеді зображена на зворотній стороні монети у один сатанг.
 У вігарі вату розташований Ланна Будда 15-го сторіччя. Поруч з вігарою розташована бібліотека 19-го ст., на сходах якої є зображення нагів. Також поруч розташований великий бронзовий гонг 1860 року, який претендує на звання найбільшого у світі.

## Міфологія
У південно-західному куті храмового комплексу є камінь з чотирма відбитками ніг. Віруючі вважають це підтвердженням відвідування Буддою цієї місцевості.